# 科林·麦克唐纳
科林·麦克唐纳（英語：Colin McDonald，1930年10月15日—），英格兰前男子足球运动员，司职守门员。他曾代表英格兰代表队参加1958年国际足联世界杯，结果队伍止步小组赛阶段。